# Нігрита чорнолоба
Нігрита чорнолоба (Nigrita canicapillus) — вид горобцеподібних птахів родини астрильдових (Estrildidae). Мешкає в Західній і Центральній Африці.

## Опис
Довжина птаха становить 13-14 см. Лоб, обличчя, горло і нижня частина тіла чорні, верхня частина тіла темно-сіра. Крила і хвіст більш темні, чорнувато-коричневі, надхвістя і тім'я світліші. На плечах світлі плямки. Очі червонувато-карі, дзьоб чорний, лапи сіруваті.

## Підвиди
Виділяють шість підвидів:

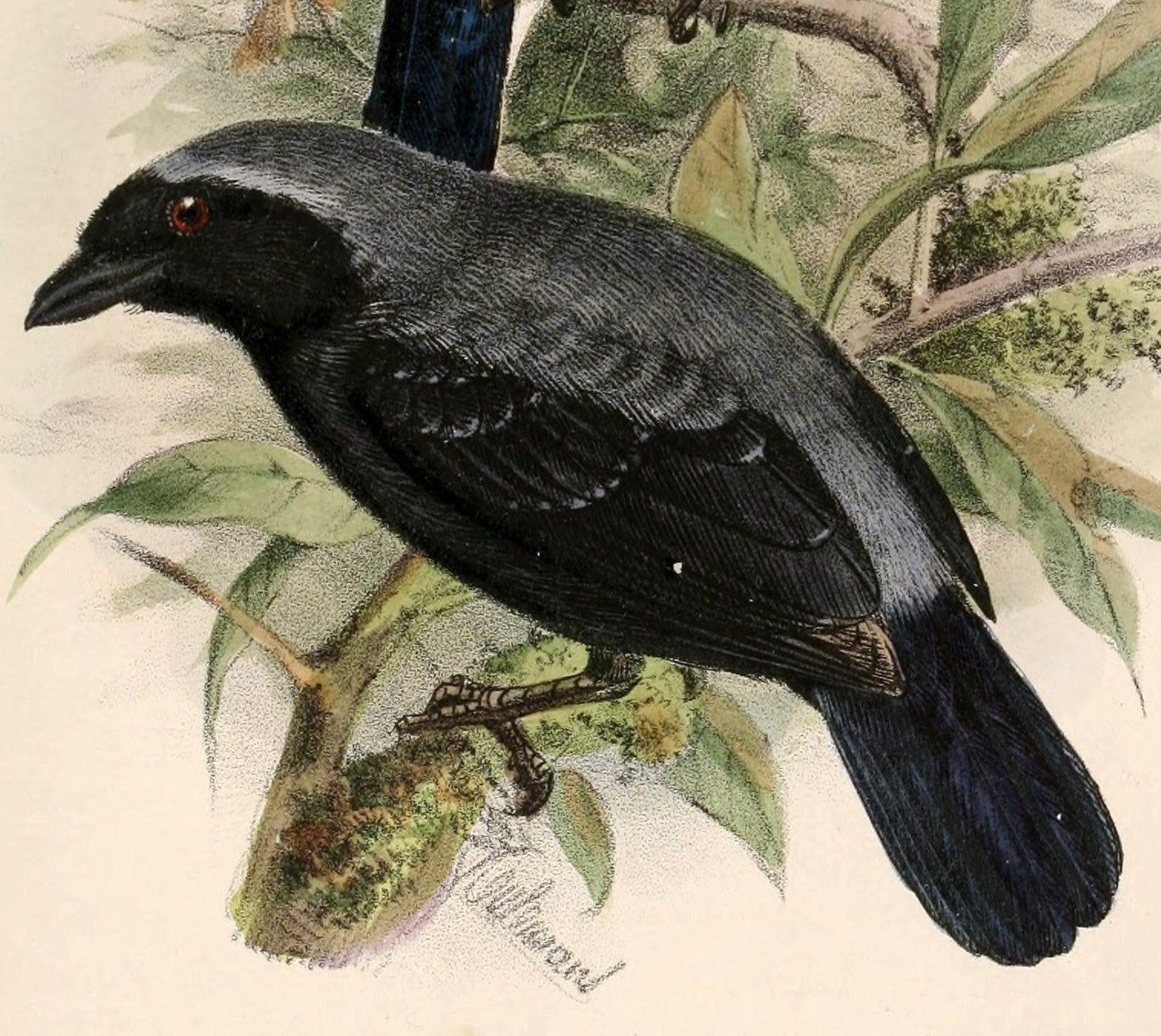
Чорнолоба нігрита

- N. c. emiliae Sharpe, 1869 — від Гвінеї і Сьєрра-Леоне до Гани і Того;
- N. c. canicapillus (Strickland, 1841) — від південного Беніну і південної Нігерії до Габону та нижньої і середньої течії Конго, острів Біоко;
- N. c. schistaceus Sharpe, 1891 — від півдня Південного Судану і сходу Др Конго до заходу Кенії і Танзанії;
- N. c. angolensis Bannerman, 1921 — північний захід Анголи та південь ДР Конго;
- N. c. diabolicus (Reichenow & Neumann, 1895) — від центральної Кенії до північної Танзанії;
- N. c. candidus Moreau, 1942 — гори Кунгве-Махале на заході Танзанії.

## Поширення і екологія
Чорнолобі нігрити мешкають в Гвінеї, Сьєрра-Леоне, Ліберії, Кот-д'Івуарі, Гані, Того, Беніні, Нігерії, Камеруні, Центральноафриканській Республіці, Екваторіальній Гвінеї, Габоні, Республіці Конго, Демократичній Республіці Конго, Південному Судані, Уганді, Руанді, Бурунді, Кенії, Танзанії і Анголі. Вони живуть у вологих рівнинних і гірських тропічних лісах, на узліссях і галявинах та на плантаціях. Зустрічаються поодинці, парами або невеликими зграйками, на висоті до 3350 м над рівнем моря. 
Чорнолобі нігрити живляться комахами, їх личинками, іншими безхребетними, плодами, пагонами і дрібним насінням. Початок сезону різниться в залежності від регіону, однак зазвичай припадає на другу половину сезону дощів. Гніздо кулеподібне з бічним входом, робиться з переплетених рослинних волокон, встелене пір'ям, пухом, шерстю і мохом. В кладці від 4 до 6 білих яєць, інкубаційний період триває 12-13 днів. Насиджують і самиці і самці. Пташенята покидають гніздо через 3 тижні після вилуплення, однак батьки продовжують піклуватися про них ще деякий час.